# Futurama (pretpark)

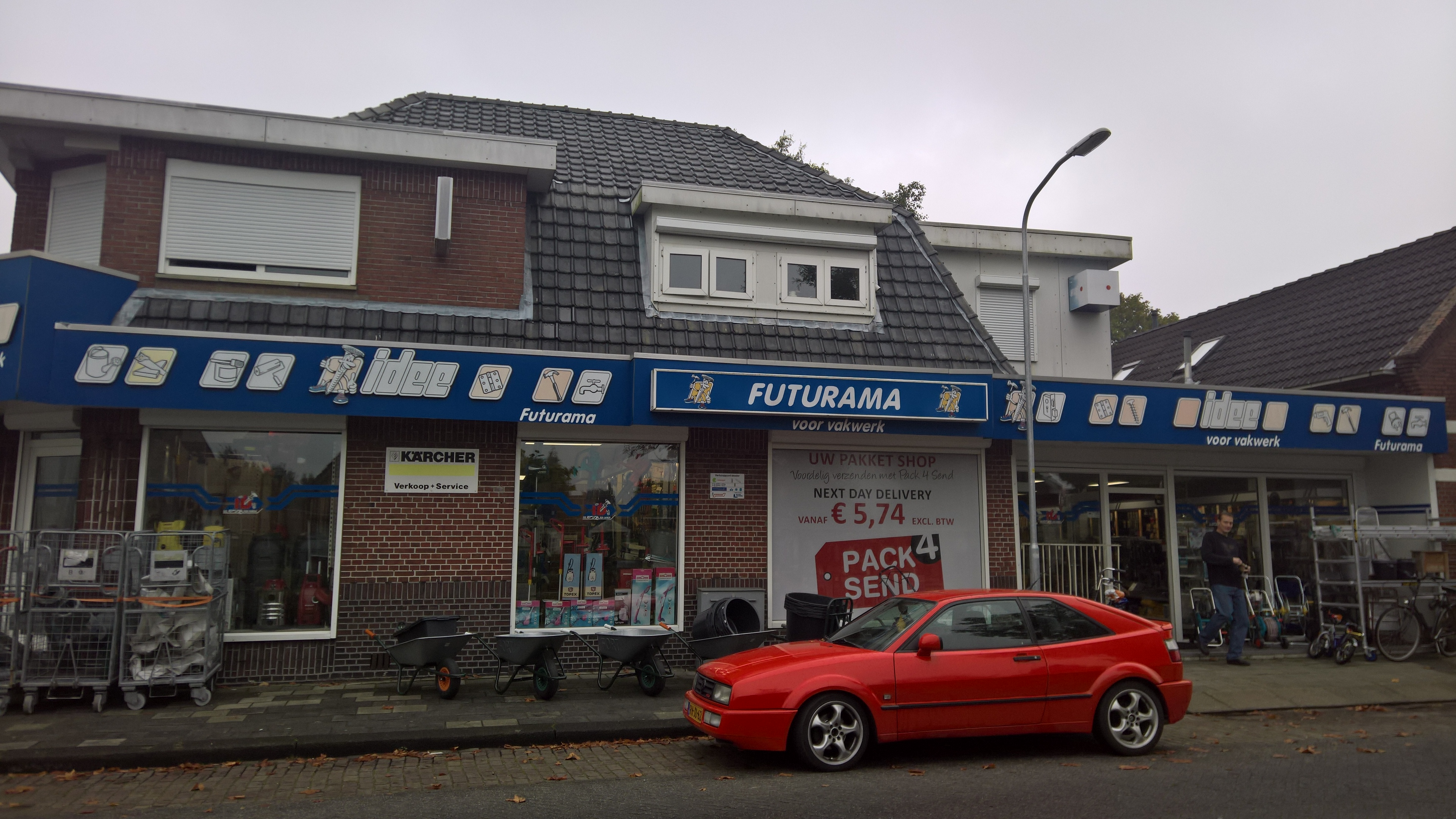
Doe-het-zelfzaak in Oude Pekela, vernoemd naar het nooit geopende pretpark

Futurama was de naam van een Nederlands wetenschappelijk pretpark dat zou worden gerealiseerd bij Oude Pekela.

## Geschiedenis
Op 6 januari 1982 presenteerde Stichting Futurama haar plannen voor een ruimtevaartcentrum, dat tussen Oude Pekela en het Emergobos gerealiseerd zou worden. Projectontwikkelaar Reinder Zwolsman was erbij betrokken als bedenker en financier en Chriet Titulaer als wetenschappelijk adviseur. Het park zou naar schatting 60 miljoen gulden gaan kosten en 200 arbeidsplaatsen opleveren. Vanwege de grote werkloosheid in Oost-Groningen steunden burgemeester Bert Smidt namens de gemeente Oude Pekela en drs. B. Bos namens Gedeputeerde Staten het plan dan ook van harte. De aankondiging luidde dat “Futurama een beeld zou gaan geven van de nieuwste ontwikkelingen op het gebied van de ruimtevaart, de afgeleide technologie en energievoorziening”. Zo zou er onder andere een replica van een Saturnus V-raket komen te staan.
Vrij snel na de aankondiging was er in de media al scepsis over de plannen en protesteerden buurtbewoners tegen de komst ervan. Ook trok Titulaer zich binnen twee weken terug als adviseur, vooral omdat hij al betrokken was bij het Cosmo Science Center, een concurrerend ruimtevaartproject van Safaripark Beekse Bergen. De Zwitserse astronoom en informaticus Arthur G. Sutsch volgde hem op als adviseur. Een maand eerder was er met de aankondiging van het “Vliegtuigdorp Stadskanaal” ook al een plan voor een soortgelijk project in de regio.
Op 6 augustus 1982 trok ook Zwolsman zich terug als financier van het ruimtepark, nadat Van Heck Systeembouw uit Scherpenzeel, het bedrijf dat Futurama zou bouwen, failliet was verklaard. Het hele plan kwam daarmee op losse schroeven te staan, waarop burgemeester Smidt in binnen- en buitenland naar nieuwe investeerders zocht. Uiteindelijk zijn de plannen voor Futurama definitief in de ijskast beland en herinnert enkel de naam van een doe-het-zelfzaak aan het hele plan.